# Campeonato Europeo Sub-18 1958
El Campeonato Europeo Sub-18 1958 se llevó a cabo en Luxemburgo del 3 al 13 de abril y contó con la participación de 18 selecciones juveniles de Europa.
Italia venció en la final a Inglaterra para coronarse campeón del torneo por primera vez.

## Participantes
| - Austria - Bélgica - Bulgaria - Checoslovaquia - Alemania Democrática - Inglaterra | - Francia - Alemania Federal - Grecia - Hungría - Italia - Luxemburgo (anfitrión) | - Países Bajos - Polonia - Rumania - España - Turquía - Yugoslavia |

## Fase de grupos

### Grupo A
| País       | J | G | E | P | GF | GC | GD | Pts |
| ---------- | - | - | - | - | -- | -- | -- | --- |
| Francia    | 3 | 2 | 1 | 0 | 8  | 2  | +6 | 5   |
| Bulgaria   | 3 | 2 | 0 | 1 | 6  | 8  | –2 | 4   |
| Yugoslavia | 3 | 1 | 1 | 1 | 6  | 5  | +1 | 3   |
| Polonia    | 3 | 0 | 0 | 3 | 4  | 9  | –5 | 0   |

| 3 abril    | Francia    | 2–0 | Polonia    |
| 4 abril    | Yugoslavia | 2–2 | Francia    |
| 6 abril    | Francia    | 4–0 | Bulgaria   |
|            | Yugoslavia | 3–1 | Polonia    |
| 7 de abril | Polonia    | 3–4 | Bulgaria   |
| 9 abril    | Bulgaria   | 2–1 | Yugoslavia |

### Grupo B
| País             | J | G | E | P | GF | GC | GD | Pts |
| ---------------- | - | - | - | - | -- | -- | -- | --- |
| Italia           | 4 | 3 | 1 | 0 | 7  | 3  | +4 | 7   |
| Alemania Federal | 4 | 2 | 2 | 0 | 8  | 5  | +3 | 6   |
| Checoslovaquia   | 4 | 2 | 0 | 2 | 9  | 7  | +2 | 4   |
| Austria          | 4 | 1 | 0 | 3 | 3  | 8  | –5 | 2   |
| Bélgica          | 4 | 0 | 1 | 3 | 4  | 8  | –4 | 1   |

| 2 abril    | Alemania Federal | 2–1 | Austria          |
|            | Bélgica          | 1–3 | Checoslovaquia   |
| 3 abril    | Checoslovaquia   | 1–3 | Alemania Federal |
| 4 abril    | Italia           | 2–0 | Austria          |
| 6 abril    | Checoslovaquia   | 2–3 | Italia           |
|            | Alemania Federal | 2–2 | Bélgica          |
| 7 de abril | Austria          | 0–3 | Checoslovaquia   |
|            | Bélgica          | 0–1 | Italia           |
| 9 abril    | Austria          | 2–1 | Bélgica          |
|            | Alemania Federal | 1–1 | Italia           |

### Grupo C
| País         | J | G | E | P | GF | GC | GD | Pts |
| ------------ | - | - | - | - | -- | -- | -- | --- |
| Rumania      | 4 | 2 | 1 | 1 | 5  | 3  | +2 | 5   |
| Países Bajos | 4 | 2 | 1 | 1 | 6  | 5  | +1 | 5   |
| Hungría      | 4 | 2 | 0 | 2 | 7  | 7  | 0  | 4   |
| Grecia       | 4 | 1 | 1 | 2 | 3  | 4  | –1 | 3   |
| Turquía      | 4 | 1 | 1 | 2 | 1  | 3  | –2 | 3   |

| 2 abril    | Grecia       | 1–0       | Rumania                     |
|            | Países Bajos | 3–2       | Hungría                     |
| 4 abril    | Rumania      | 2–1       | Hungría                     |
|            | Turquía      | abd (0–0) | Grecia (partido abandonado) |
| 5 abril    | Hungría      | 1–0       | Turquía                     |
|            | Rumania      | 3–1       | Países Bajos                |
| 6 abril    | Grecia       | 0–1       | Turquía (replay)            |
| 7 de abril | Turquía      | 0–2       | Países Bajos                |
|            | Hungría      | 3–2       | Grecia                      |
| 9 April    | Rumania      | 0–0       | Turquía                     |
|            | Grecia       | 0–0       | Países Bajos                |

### Grupo D
| País                 | J | G | E | P | GF | GC | GD | Pts |
| -------------------- | - | - | - | - | -- | -- | -- | --- |
| Inglaterra           | 3 | 2 | 1 | 0 | 8  | 2  | +5 | 5   |
| España               | 3 | 2 | 1 | 0 | 7  | 4  | +3 | 5   |
| Alemania Democrática | 3 | 1 | 0 | 2 | 4  | 4  | 0  | 2   |
| Luxemburgo           | 3 | 0 | 0 | 3 | 2  | 11 | –9 | 0   |

| 5 abril    | España               | 2–2 | Inglaterra           |
|            | Alemania Democrática | 3–1 | Luxemburgo           |
| 7 de abril | Luxemburgo           | 1–3 | España               |
|            | Alemania Democrática | 0–1 | Inglaterra           |
| 9 abril    | Inglaterra           | 5–0 | Luxemburgo           |
|            | España               | 2–1 | Alemania Democrática |

## Fase final
|  | Semifinales                   | Semifinales                   |   |                      | Final                   | Final           |  |
|  | 11 de noviembre               | 11 de noviembre               |   |                      | 14 de noviembre         | 14 de noviembre |  |
|  |                               |                               |   |                      |                         |                 |  |
|  | Luxemburgo, 11 de abril       |                               |   |                      |                         |                 |  |
|  | Inglaterra                    | 1                             |   |                      |                         |                 |  |
|  | Rumania                       | 0                             |   |                      |                         |                 |  |
|  |                               |                               |   |                      |                         |                 |  |
|  |                               |                               |   |                      | Luxemburgo, 13 de abril |                 |  |
|  |                               |                               |   |                      | Inglaterra              | 0               |  |
|  |                               | Italia                        | 2 |                      |                         |                 |  |
|  |                               |                               |   |                      |                         |                 |  |
|  |                               |                               |   |                      |                         |                 |  |
|  |                               |                               |   |                      | Tercer lugar            |                 |  |
|  | Esch-sur-Alzette, 11 de abril | Esch-sur-Alzette, 11 de abril |   | Rodange, 13 de abril | Rodange, 13 de abril    |                 |  |
|  | Francia                       | 0                             |   | Rumania              | 0                       |                 |  |
|  | Italia                        | 3                             |   |                      | Francia                 | 3               |  |

## Campeón
| Eurocopa Sub-18 1958 |
| -------------------- |
| Bandera de Italia    |
| Italia 1º Título     |